# 斯特勞斯維爾 (內布拉斯加州)
斯特勞斯維爾（英語：Straussville）是位於美國內布拉斯加州理查森縣的非建制地區。

## 歷史
斯特勞斯維爾的郵局於1899年設立，其後於1912年停運。

## 地理
斯特勞斯維爾所處的海拔為高於海平面278米（即912英呎），而該地所採用的時區為UTC-6，即北美中部时区（CST）。同時該地設有夏令時間，為UTC-6調快一小時，即UTC-5（CDT）。